# Stargate SG-1 (säsong 1)
Den första säsongen av militära science fiction-tv-serien Stargate SG-1 började sändas på Showtime i USA den 27 juli 1997 och avslutades på samma kanal den 6 mars 1998, och bestod av 22 avsnitt. Serien är en spinoff från 1994 års succéfilm Stargate, författad av Dean Devlin och Roland Emmerich. Stargate SG-1 både återintroducerade karaktärer från filmens universum, som till exempel Jonathan "Jack" O'Neill och Daniel Jackson, och introducerade nya som Teal'c, George Hammond och Samantha "Sam" Carter. Den första säsongen handlar om ett militärt utforskarteam som upptäcker hur man använder det antika föremålet Stargaten för att sedan använda den för att utforska galaxen. Under resans gång stöter de på en mäktig fiende från filmen vid namn Goa'uld, som svurit att förgöra Jorden och andra som gör motstånd.
Det två timmar långa pilotavsnittet "Children of the Gods", som sändes den 27 juli 1997, fick Showtimes högsta tittarsiffror för en seriepremiär och rankades som den, vid den tidpunkten, högst placerade originalfilmen som haft premiär på Showtime under 3-1/2 år. Serien fick även en rating på 10,5 i Showtimes ungefär 12 miljoner nådda hushåll i USA, vilket totalt är lika med cirka 1,5 miljoner hem. Säsongens reguljära skådespelare inkluderar Richard Dean Anderson, Amanda Tapping, Michael Shanks, Christopher Judge och Don S. Davis.
Säsongen var, utifrån tittarsiffrorna, en succé för Showtime. Även om den mottog lite kritik från de stora medieföretagen, prisades Stargate SG-1 med flera utmärkelser och nomineringar under sin första säsong. Det som från början var planerat att bli en serie på två säsonger blev i slutändan tio säsonger och blev den längsta producerade science fiction-serien genom tiderna, vilket slog Arkiv X.

## Utvecklandet

### Produktion

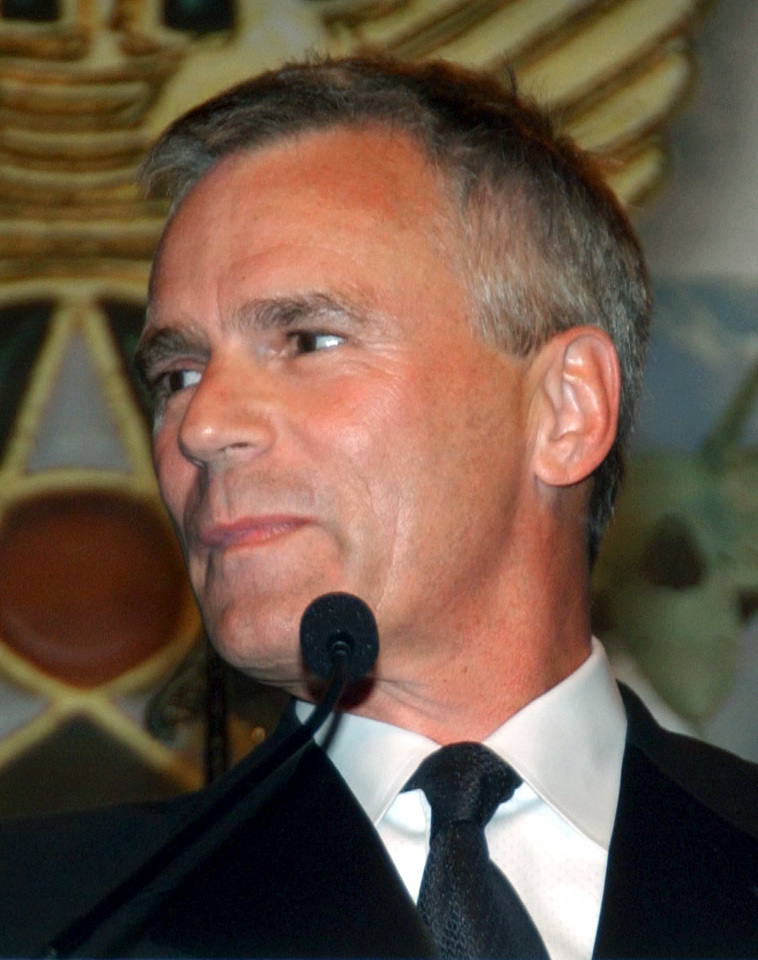
Richard Dean Anderson fick rollen som Jack O'Neill.

Brad Wright och Jonathan Glassner hade sedan 1995 jobbat tillsammans med Metro–Goldwyn–Mayer (MGM) med TV-serien The Outer Limits. Wright såg en mängd olika möjligheter till historier i originalfilmen Stargate (1994) som kunde äga rum i en nutida kontinuitet. Samtidigt blev Glassner intresserad av filmens teman om att det forntida Egypten delvis eller helt hade byggts upp av utomjordingar. Efter att hört MGM:s planer om att skapa en TV-serie baserad på filmen (spinoff) gick Wright och Glassner enskilt och ovetandes om varandra fram till MGM och föreslog sina koncept för serien. MGM-chefen John Symes gav projektet grönt ljus på villkoret att Wright och Glassner skulle arbeta tillsammans som exekutiva producenter för serien. Serien fick i slutändan namnet Stargate SG-1 efter att Wright gick med på Symess förfrågan om att teamet skulle kallas för "SG-1". MGM släppte en vecka senare affischer med titeln Stargate SG-1 utan Wright och Glassners vetskap.
John Symes frågade Michael Greenburg och Richard Dean Anderson, känd från MacGyver, om de ville medverka i serien. Även om Anderson inte var ett riktigt fan till science fiction-genren, tyckte han att originalkonceptet kring en "Stargate" passade perfekt för en serie. Anderson gick med på att medverka i projektet om hans roll som Jack O'Neill tilläts bli mer lutad mot det mer komiska hållet än vad Kurt Russells roll var i filmen. Han begärde även att Stargate SG-1 skulle vara mer av en ensemble serie, så att han själv inte skulle behöva bära på handlingen själv som han gjorde i MacGyver. Den amerikanska kanalen Showtime ingick 1996 ett kontrakt om två säsonger på 44 avsnitt. Förproduktionen började i februari 1997 i Vancouver.
"The First Commandment" var det första avsnittet av Stargate SG-1 författat av Robert C. Cooper, som senare blev exekutiv producent och med-skapare av spinoff-serien Stargate Atlantis. Paul McGillion som spelade den unge Ernest Littlefield i avsnittet "Torment of Tantalus" kom senare att spela rollen som den återkommande och senare huvudkaraktären Dr. Carson Beckett i Stargate Atlantis. Utomhusscenerna i avsnittet "Solitudes" spelades in vid Pemberton Icefield, medan återstående delen av avsnittet filmades i studion, vilken fylldes med konstgjord snö och is och hölls på en låg temperatur.

### Design
Chefsdesignern Richard Hudolin flög 1996 till Los Angeles för att samla material från filmen Stargate som referens till produktionen och upptäckte att filmens rekvisita hade förvarats utomhus i den Kaliforniska öknen. Även om rekvisitan hade fått förfalla, lyckades han göra en detaljerad gjutning för seriens produktion för att bygga egen rekvisita. Den nya Stargaten byggdes med funktionen att kunna vridas, låsa symbolerna och kontrolleras av en dator för att kunna slå specifika portaladresser. En portabel Stargate byggdes för utomhusscener och krävde sex personer och en hel dag för att installeras. Eftersom de visuella effekterna i serien oftast är snabbare och billigare, användes en datoranimerad Stargate vid utomhusscenerna i de senare säsongerna.
Designen för Stargate Command (SGC) basen var tänkt att matcha det riktiga Cheyenne Mountain Complex så mycket som möjligt. Kulisserna var tvungna att vara dubbelt så höga vid inspelningarna som den 6,7 meter höga Stargaten, men en av Hudolins originalplaner för en treplanskuliss avisades i favör för en tvåplanskuliss. Portalrummet var det största rummet i kulissen och kunde omdesignas för andra scener. Två rum användes ofta i flera syften: de användes som sjukan, Daniels labb, cafeterian, gymmet etc. SGC-kulisserna och övriga kulisser från pilotavsnittet byggdes under en sexveckorsperiod i januari och februari 1997, och använde en del av originalkulisserna från filmen.

### Skådespelarna och rollerna
Den första säsongen hade fem huvudpersoner, Richard Dean Anderson spelar överste Jonathan "Jack" O'Neill medan Michael Shanks spelar den amerikanske egyptologen Daniel Jackson. Rollfigurerna Jack O'Neill och Daniel Jackson medverkade i Stargate (1994) filmen (med andra skådespelare). Amanda Tapping spelade astrofysikern och flygvapensofficeren Samantha "Sam" Carter. Christopher Judge intog rollen som Teal'c, en Jaffa från Chulak och före detta förste ledare för Apophis styrkor. Don S. Davis spelade George Hammond, den nye ledaren för Stargate programmet efter General W.O. West. Flera biroller fick under seriens gång expansiva och återkommande framträdanden i den progressiva handlingen, vilket inkluderar: Teryl Rothery som Janet Fraiser, Gary Jones som Walter Harriman, Jay Acovone som Charles Kawalsky, Tom McBeath som Harry Maybourne och Ronny Cox som Robert Kinsey.

## Premiär och mottagande
Originalvisningen av pilotavsnittet "Children of the Gods" på Showtime innehöll en nakenscen filmad framifrån när Sha're (Vaitiare Bandera) besattes av Amonet. Detta har senare inte visats på TV och scenen har klippts bort för syndikeringen av avsnittet, men avsnittet har kvar den amerikanska åldersmärkningen R av MPAA. Enligt Brad Wright var det Showtime som ville ha kvar nakenscenen oavsett Wrights protest. I samband med en intervju med fan siten GateWorld sade han att han skulle klippa bort scenen från 2009 års DVD special edition av avsnittet. DVD-versionen inkluderar endast en liten del av denna scen, med nakenheten bortklippt och istället användes en delvis syndikeringsvänlig scen sett bakifrån. På grund av nakenheten, blev originalversionen av avsnittet det enda i serien som fått en märkning av MPAA (fick ett R), medan den i Storbritannien fick en åldersgräns på 18 år av BBFC (de övriga avsnitten fick för det mesta märkningen PG, eller 12, ibland även 15). I i Australien fick den ett M, och rekommenderades för (men begränsade inte) tittare från 15 år. Avsnittet "Hathor" blev väldigt kritiserat, och manusförfattarna erkände själva avsnittets svagheter. Senare under den sjunde säsongens avsnitt "Heroes (Part 1)", diskuterar Dr Fraiser Jack med filmteamet och nämner att: "the whole Hathor incident, which we were never supposed to speak of again". "Politics" var seriens första klippavsnitt, och anses vara ett av seriens svagaste avsnitt.
"Children of the Gods" nominerades till en Golden Reel Award i kategorin "Best Sound Editing - Television Movies of the Week" och musiken för "Best Sound Editing - Television Episodic - Music". "The Nox" nominerades till en Emmy Award i kategorin "Outstanding Music Composition for a Series (Dramatic Underscore)". "Within the Serpent's Grasp" nominerades till en Gemini Award i kategorin "Best Visual Effects". Richard Dean Anderson vann en Saturn Award för "Best Genre TV Actor".

### Kulturella referenser
Under produktionen av avsnittet "Solitudes", utsattes Richard Dean Anderson för ett skämt. Medan de filmade en scen, där O'Neill frågar hur det går för Carter att avslöja Stargatens DHD, börjar Carter klaga på O'Neill för att vara "MacUseless" trots att han hade tillbringat sju år på MacGyver, vilket hänvisar Richard Dean Andersons roll i båda serierna. Skämtet organiserades av Tapping i samarbete med regissören. En annan referens till MacGyver återfinns i pilotavsnittet, "Children of the Gods" när Carter pratar om att "MacGyvering" Stargaten till att fungera samtidigt som O'Neill rullar med ögonen. DVD-versionen av avsnittet innehåller inte denna referens på grund av upphovsrättsproblem. "Politics" innehåller en scen som hänvisar till en plan om att ladda upp ett virus till ett utomjordisk moderskepp som inte skulle fungera i denna situation, vilket är en referens till lösningen i filmen Independence Day. "Within the Serpent's Grasp" innehåller den enda scenen som producerats speciellt för Showtime, som inte visas i den syndikerade versionen. När de ser en flygande metallboll, ger Teal'c förklaringen: "It is a Goa'uld long-range visual communication device, somewhat like your television, only much further advanced." I Showtimes version säger O'Neill: "Think it gets Showtime?". Medan denna scen finns kvar i DVD-versionen av avsnittet, låter den syndikerade versionen O'Neill säga, "Think it gets cable?"

## Avsnitt
| Nr i serien | Nr i säsongen | Titel                                 | Regissör           | Manus                           | Originalvisning              |
| --- | ------------- | ------------------------------------- | ------------------ | ------------------------------- | ---------------------------- |
| 12 | 101102        | "Children of the Gods"                | Mario Azzopardi    | Jonathan Glassner & Brad Wright | 27 juli 1997 (Showtime)      |
| Stargateprogrammet återuppväcks när Apophis, en utomjording av samma ras som Ra, kommer till Jorden genom Stjärnporten för att få fler människor att utnyttja som värdkroppar. Den pensionsavgångne överste Jack O'Neill återinkallas i tjänst och sänds tillsammans med kapten Samantha Carter till Abydos för att hitta Daniel Jackson. O'Neill och Jackson möter senare Apophis förste Jaffa Teal'c som ansluter till dem. Han hjälper SG-1 att återvända till Jorden, men de kan inte rädda Daniels fru Sha're och hans vän Skaara, som nu har blivit bärare och därmed Goa'uld. |               |                                       |                    |                                 |                              |
| 3 | 103           | "The Enemy Within"                    | Dennis Berry       | Brad Wright                     | 1 augusti 1997 (Showtime)    |
| Efter att i förra avsnittet blivit tagen av en Goa'uld så börjar Major Kawalsky visa tecken på att ha blivit besatt. Symbionten tas bort, men Kawalsky fortsätter att vara besatt. |               |                                       |                    |                                 |                              |
| 4 | 104           | "Emancipation"                        | Jeff Woolnough     | Katharyn Michaelian Powers      | 8 augusti 1997 (Showtime)    |
| SG-1 besöker en planet där kvinnorna är undertryckta. Carter 'säljs' av en olyckshändelse, men räddas av SG-1 vilka även får befolkningen att ändra åsikter om kvinnors rättigheter. |               |                                       |                    |                                 |                              |
| 5 | 105           | "The Broca Divide"                    | Bill Gereghty      | Jonathan Glassner               | 15 augusti 1997 (Showtime)   |
| Gruppen hittar en planet som är delad i en 'ljus' och en 'mörk' sida. På den mörka möter de människor som är drabbade av ett dödligt virus, vilket har gjort dem till vildar. SGC sätts i karantän när SG-1 för det med sig hem. |               |                                       |                    |                                 |                              |
| 6 | 106           | "The First Commandment"               | Dennis Berry       | Robert C. Cooper                | 22 augusti 1997 (Showtime)   |
| SG-9 är på uppdrag, och skulle varit tillbaka sedan länge och SG-1 skickas för att ta reda på vad som hänt. De får snart reda på att SG-9:es kommendör har satt sig själv som en Gud på planeten. |               |                                       |                    |                                 |                              |
| 7 | 107           | "Cold Lazarus"                        | Kenneth J. Girotti | Jeff F. King                    | 29 augusti 1997 (Showtime)   |
| Tack vare en blå kristall återvänder en kopia av Jack O'Neill till SGC istället för honom. När den riktige Jack kommer tillbaka tar de reda på var utomjordingen är och får reda på att den bara ville hjälpa Jack att bota sin saknad efter sin son. |               |                                       |                    |                                 |                              |
| 8 | 108           | "The Nox"                             | Charlie Correll    | Hart Hanson                     | 12 september 1997 (Showtime) |
| Försvarsministern är missnöjd med bristen på insamlad teknologi. Teal'c berättar att Goa'uld söker efter en fågel som kan bli osynlig. När SG-1 stöter på en Jaffa-patrull på den planeten blir de skjutna av Apophis och hans följe. De återupplivas av Nox och försöker att övertala dem till att hjälpa dem. Nox är emellertid pacifister. |               |                                       |                    |                                 |                              |
| 9 | 109           | "Brief Candle"                        | Mario Azzopardi    | Katharyn Michaelian Powers      | 19 september 1997 (Showtime) |
| På planeten Argos lever invånarna bara hundra dagar tack vare experiment som en Goa'uld gjort för länge sedan. Jack hinner smittas av mikroskopiska maskiner, naniter, innan de insett vad som är fel med planetens invånare. |               |                                       |                    |                                 |                              |
| 10 | 110           | "Thor's Hammer"                       | Brad Turner        | Katharyn Michaelian Powers      | 26 september 1997 (Showtime) |
| SG-1 åker till planeten Cimmeria sökandes efter allierade mot Goa'ulderna. Vid ankomsten förflyttas Jack och Teal'c till en labyrint där den enda utgången är genom Tors hammare, en anordning skapad för att förstöra Goa'uld utan att döda bäraren. |               |                                       |                    |                                 |                              |
| 11 | 111           | "The Torment of Tantalus"             | Jonathan Glassner  | Robert C. Cooper                | 3 oktober 1997 (Showtime)    |
| SG-1 återfinner Dr. Ernest Littlefield vid en resa till planeten Heliopolis, som gick genom stjärnporten 1945 och aldrig återvände. Daniel stannar nästan kvar för att studera en "bok" innehållande meningen med människans existens. "Boken" lämnades där av de fyra stora raserna. |               |                                       |                    |                                 |                              |
| 12 | 112           | "Bloodlines"                          | Mario Azzopardi    | Jeff F. King                    | 10 oktober 1997 (Showtime)   |
| Teal'cs son Rya'c skall få sin första Goa'uldlarv på Chulak och SG-1 åker för att stoppa det. Rya'c blir dock sjuk och det enda botemedlet är en symbiont. |               |                                       |                    |                                 |                              |
| 13 | 113           | "Fire and Water"                      | Allan Eastman      | Katharyn Michaelian Powers      | 17 oktober 1997 (Showtime)   |
| Efter en resa till P3X-866 har SG-1 fått ett falskt minne av att Daniel har dött av en utomjording. Utomjordingen har kidnappat Daniel för att få reda på viss fakta som Daniel tycks ha. |               |                                       |                    |                                 |                              |
| 14 | 114           | "Hathor"                              | Brad Turner        | Jonathan Glassner               | 24 oktober 1997 (Showtime)   |
| Goa'ulden Hathor (en av mödrarna till alla Goa'ulder) hjärntvättar männen på SGC med hjälp av feromoner och gör nästan Jack till en larvbärare. |               |                                       |                    |                                 |                              |
| 15 | 115           | "Singularity"                         | Mario Azzopardi    | Robert C. Cooper                | 31 oktober 1997 (Showtime)   |
| SG-1 räddar en liten flicka från planten Hanka som visar sig ha en bomb inopererad i sig för att förstöra SGC. |               |                                       |                    |                                 |                              |
| 16 | 116           | "Cor-ai"                              | Mario Azzopardi    | Tom J. Astle                    | 23 januari 1998 (Showtime)   |
| En en gång förslavad planeten Cartago anklagar Teal'c för hemskheterna han utförde under Apophis och han döms till döden. |               |                                       |                    |                                 |                              |
| 17 | 117           | "Enigma"                              | Bill Gereghty      | Katharyn Michaelian Powers      | 30 januari 1998 (Showtime)   |
| SG-1 räddar en grupp från högt utvecklade Tollan från deras hemlvärld, P3X-7763. Militären (inte SGC) intresserar sig för Tollans teknologi och försöker att spärra in dem för forskning. |               |                                       |                    |                                 |                              |
| 18 | 118           | "Solitudes"                           | Martin Wood        | Brad Wright                     | 6 februari 1998 (Showtime)   |
| Sam och Jack är strandsatt på en isig planet när stjärnporten krånglar på väg tillbaka till jorden. |               |                                       |                    |                                 |                              |
| 19 | 119           | "Tin Man"                             | Jimmy Kaufman      | Jeff F. King                    | 13 februari 1998 (Showtime)  |
| Utan SGCs vetskap skapas robotkopior av SG-1 och tas för de äkta. |               |                                       |                    |                                 |                              |
| 20 | 120           | "There But For the Grace of God"      | David Warry-Smith  | Robert C. Cooper                | 20 februari 1998 (Showtime)  |
| Daniel befinner sig oavsiktligt i ett parallelluniversum efter att ha stött på en egendomlig spegel på planeten P3R-233. |               |                                       |                    |                                 |                              |
| 21 | 121           | "Politics (Part 1)"                   | Martin Wood        | Brad Wright                     | 27 februari 1998 (Showtime)  |
| Senator Robert Kinsey, bevillingsutskottets ordförande, avbryter stjärnportsprogrammets finansiering, eftersom han anser att porten är en global säkerhetsrisk. Daniel varnar honom om att Apophis kommer att anfalla Jorden och att stjärnporten kanske är Jordens enda försvar. |               |                                       |                    |                                 |                              |
| 22 | 122           | "Within the Serpent's Grasp (Part 2)" | David Warry-Smith  | Jonathan Glassner               | 6 mars 1998 (Showtime)       |
| SG-1 går genom stjärnporten till adressen som Daniel hittade, vilket visar sig vara Apophis skepp. Där får de reda på att Skaara har blivit Apophis son Klorel. Skeppet närmar sig Jorden och Jordens öde hänger på en skör tråd. |               |                                       |                    |                                 |                              |